# Lai Pin-yu
Dans ce nom chinois, le nom de famille, Lai, précède le nom personnel Pin-yu.
Lai Pin-yu, en chinois 賴品妤, en pinyin Lài Pǐnyú, née le 2 mars 1992 à Taipei, est une femme politique taïwanaise du Parti démocrate progressiste.
Elle est élue en 2020 députée au Yuan législatif. Elle est également cosplayeuse.

## Formation et militantisme
Lai Pin-yu naît le 2 mars 1992 à Zhonghe, dans le comté de Taipei, à Taiwan. Elle est la fille d'un homme politique membre du Parti démocrate progressiste, Lai Chin-lin, et de sa femme Wu Ju-ping (吳如萍), qui travaille dans les médias.
Lai Pin-yu est diplômée en droit de l'université nationale de Taïwan, à Taipei, en 2013. Après l'apparition du mouvement des chemises blanches (zh) et du mouvement anti-monopole des médias (zh) en 2012, provoqués par la mort de Hung Chung-chiu, Lai Pin-yu commence à participer elle-même à de nombreux mouvements sociaux.
Lors de la visite de Chen Deming le 26 novembre 2013 avec le président de la Straits Exchange Foundation Lin Join-sane, plus de 20 étudiants du Black Island Youth Front, mécontents de la pression exercée par Chen sur l'Accord commercial sur les services entre les deux rives, prévoient de manifester avec une pancarte près du siège de la fondation. Ils sont immédiatement confrontés aux forces de police, Lai Pin-yu et deux autres étudiantes sont emmenées par dix policières au quartier général avant d'être libérées. Dans une interview du même jour, elle déclare que les effets du faible coût relatif de la main-d'œuvre chinoise et de l'assouplissement des lois environnementales entraîneront une stagnation du niveau de salaire de la main-d'œuvre taïwanaise par rapport à la Chine continentale.
Comme Lai Pin-yu est fan d'anime et pratique aussi les selfies et le cosplay, elle reçoit beaucoup d'abonnés sur Facebook. Lors de la démolition de la Communauté Huaguang (zh) provoquée par la Commission d'urbanisme de la ville de Taipei (zh) en décembre 2013, Lai Pin-yu décide de se mettre en scène devant cette destruction avec un cosplay de Rei Ayanami, un personnage de Neon Genesis Evangelion, en pensant que sa photo avec ce cosplay devant les ruines de la communauté Huaguang attireront plus l'attention.
En janvier 2014, lors de l'ajustement du programme d'histoire pour les lycées de Taïwan (zh), elle indique que dans le nouveau projet de programme proposé par le ministère chinois de l'Éducation, seule la Déclaration du Caire de 1943 est mentionnée dans le processus de détermination du statut du droit international, et ce programme minimise le Traité de San Francisco et le Taiwan Relations Act promulgué par le Congrès des États-Unis.
Lai Pin-yu participe en 2014 au Mouvement Tournesol des Étudiants ; elle est arrêtée pour avoir bloqué la circulation avec d'autres manifestants.

## Carrière politique
Lai Pin-yu entre en politique en septembre 2019 comme candidate du Parti démocrate progressiste pour le Yuan législatif lors des élections législatives taïwanaises de 2020. Cosplayeuse, Lai Pin-yu se montre déguisée en Asuka Langley Soryu de l'anime japonaise Neon Genesis Evangelion et en Sailor Mars de Sailor Moon dans sa propagande de campagne,.
Le 11 janvier 2020, Lai Pin-yu remporte l'élection et devient membre du 10e Yuan législatif, représentant la circonscription XII de la ville de New Taipei. De même, en 2022, elle joue le rôle de Yor Forger de Spy × Family.